# Куріпка камбоджійська
Курі́пка камбоджійська (Arborophila cambodiana) — вид куроподібних птахів родини фазанових (Phasianidae). Ендемік Камбоджі. Сіамська куріпка раніше вважався конспецифічним з камбоджійською куріпкою.

## Підвиди
Виділяють два підвиди:
- A. c. cambodiana Delacour & Jabouille, 1928 — південно-східна Камбоджа;
- A. c. chandamonyi Eames, JC, Steinheimer & Bansok, 2002 — гори Кравань (південно-західна Камбоджа).

## Поширення і екологія
Камбоджійські куріпки живуть у вологих гірських і рівнинних тропічних лісах. Зустрічаються на висоті від 200 до 1000 м над рівнем моря. В період з листопада по січень камбоджійські курапки спостерігалися на рисових полях в передгір'ях.

## Поведінка
Камбоджійські куріпки зустрічаються невеликими зграйками по 5-6 птахів, хоча спостерігалися зграйки до 10 птахів. Живляться комахами, яких шукають в опалому листі. 